# Bagno Vignoni
Bagno Vignoni è una frazione del comune italiano di San Quirico d'Orcia, nella provincia di Siena, in Toscana.
Il villaggio è situato in Val d'Orcia, nelle vicinanze della via Francigena. Le acque che sgorgano in questo luogo vennero utilizzate fin dall'epoca romana a scopi termali.

## Monumenti e luoghi d'interesse
Al centro del borgo si trova la "piazza delle sorgenti", una vasca rettangolare, di origine cinquecentesca, che contiene una sorgente di acqua termale calda e fumante che esce dalla falda sotterranea di origini vulcaniche. Fin dall'epoca degli etruschi e poi dei romani - come testimoniano i numerosi reperti archeologici - le terme di Bagno Vignoni sono state frequentate da illustri personaggi, come papa Pio II, Caterina da Siena, Lorenzo de' Medici e tanti artisti che avevano eletto il borgo come sede di villeggiatura.
Le acque che fuoriescono dalla vasca termale si dirigono verso la ripida scarpata del Parco naturale dei Mulini; vi si trovano quattro mulini medievali scavati nella roccia che furono importanti per l'economia locale in quanto la perenne sorgente termale garantiva il loro funzionamento anche in estate, quando gli altri mulini della zona erano fermi a causa dei fiumi in secca.

## Cultura

### Cinema
Nel 1982 il regista sovietico Andrej Tarkovskij ambientò a Bagno Vignoni molte scene del film Nostalghia, che l'anno successivo vinse il Grand Prix du cinéma de création al festival di Cannes, ex æquo con L'Argent del regista francese Robert Bresson.
Nella "piazza delle sorgenti" è ambientata anche una scena del film Al lupo al lupo, uscito nel 1992, di Carlo Verdone, nella quale i tre fratelli interpretati da Francesca Neri, Sergio Rubini e dallo stesso Verdone fanno un bagno notturno nelle acque termali. 
Nel 2014 sono state girate alcune scene del film La scuola più bella del mondo con Christian De Sica e Rocco Papaleo.

## Galleria d'immagini

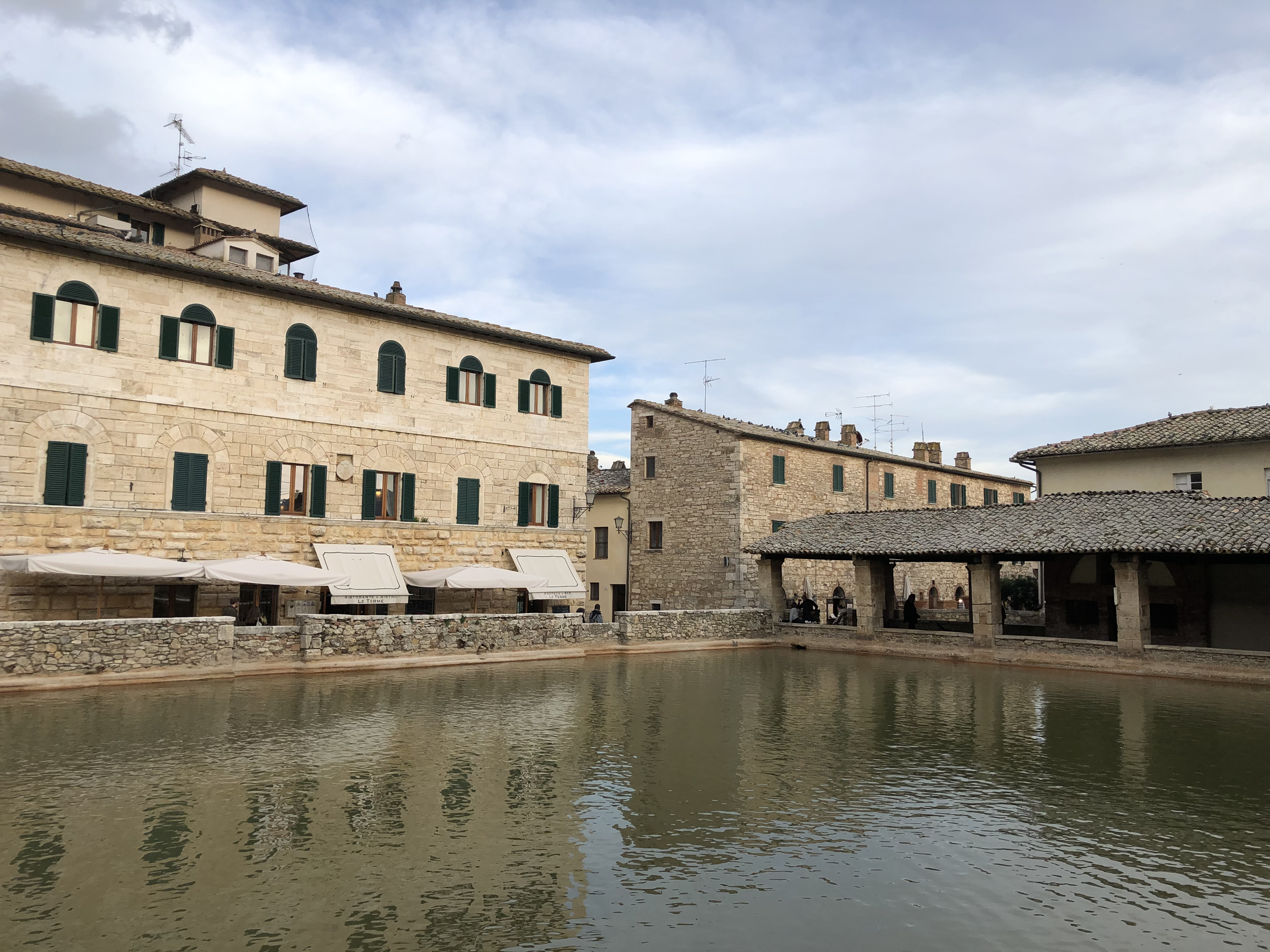
La vasca termale in Piazza delle sorgenti
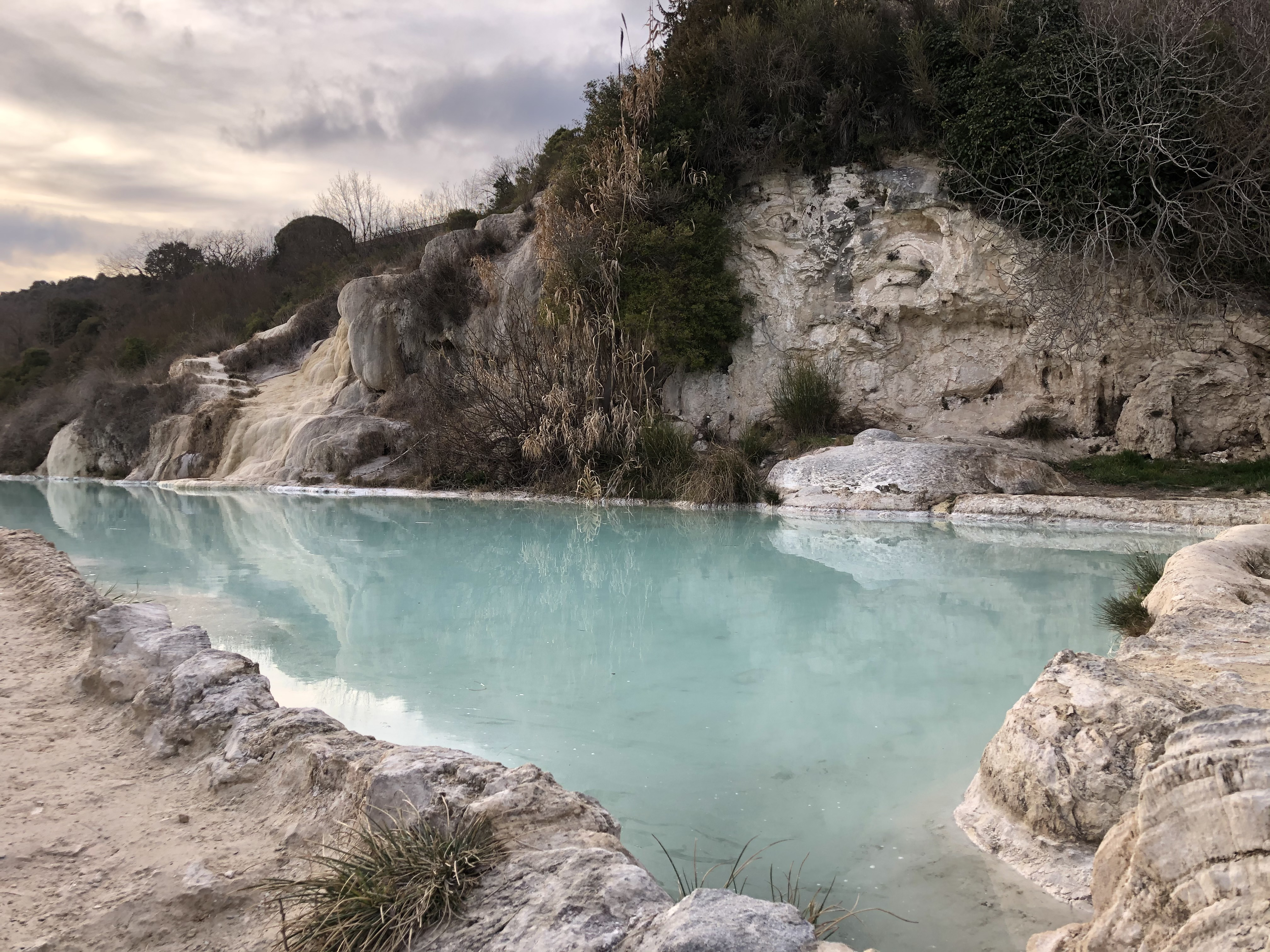
Le terme naturali di Bagno Vignoni